# Liste der denkmalgeschützten Objekte in Innsbruck-Igls
Die Liste der denkmalgeschützten Objekte in Innsbruck-Igls enthält die 18 denkmalgeschützten, unbeweglichen Objekte des Innsbrucker Stadtteils Igls.

## Denkmäler
| Foto |                 | Denkmal | Standort                                           | Beschreibung | Metadaten |
| ---- | --------------- | --- | -------------------------------------------------- | --- | --- |
| ja   | Datei hochladen | Kapelle HERIS-ID: 99169 Objekt-ID: 115221 TKK: 120260                                                                                                  | bei Bilgeristraße 9 Standort KG: Igls              | Der gemauerte Nischenbildstock hat eine einfache Putzgliederung, ein Satteldach und eine vergitterte Rundbogennische. | BDA-Hist.: Q37773718 Status: § 2a Stand der BDA-Liste: 2025-06-30 Name: Kapelle GstNr.: 201                                                                                               |
| ja   | Datei hochladen | Talstation der Patscherkofelbahn HERIS-ID: 39570 Objekt-ID: 39342 TKK: 13181                                                                           | Bilgeristraße 24 Standort KG: Igls                 | Die Talstation der Patscherkofelbahn wurde 1928 erbaut. Der Entwurf stammt von Hans Feßler. | BDA-Hist.: Q64026475 Status: Bescheid Stand der BDA-Liste: 2025-06-30 Name: Talstation der Patscherkofelbahn GstNr.: 998/1 Patscherkofelbahn-Talstation                                   |
| ja   | Datei hochladen | Kruzifix HERIS-ID: 97993 Objekt-ID: 113865 TKK: 115909                                                                                                 | vor Eichlerstraße 16 Standort KG: Igls             | Das Hauskreuz unter einem Satteldach mit einem Corpus vom Dreinageltypus stammt aus dem 19. Jahrhundert. | BDA-Hist.: Q37770997 Status: § 2a Stand der BDA-Liste: 2025-06-30 Name: Kruzifix GstNr.: .26/1                                                                                            |
| ja   | Datei hochladen | Kruzifix HERIS-ID: 83980 Objekt-ID: 98040 TKK: 115928                                                                                                  | Fernkreuzweg Standort KG: Igls                     | Das Wegkreuz in einem geschlossenen Bretterkasten mit einem Corpus vom Dreinageltypus stammt aus dem 19. Jahrhundert. | BDA-Hist.: Q38181825 Status: § 2a Stand der BDA-Liste: 2025-06-30 Name: Kruzifix GstNr.: 970                                                                                              |
| ja   | Datei hochladen | Villa HERIS-ID: 39571 Objekt-ID: 39343 TKK: 115950 | Habichtstraße 8 Standort KG: Igls                  | Das im Stil des „Neuen Bauens“ gestaltete Einfamilienhaus mit Einflüssen der zeitgenössischen holländischen Architektur und der Wiener Werkbundsiedlung von 1930 wurde unter der Bauausführung von Paul Wörle 1932 errichtet. Einzelne Details sind Anleihen vom Expressionismus. Der würfelförmige zweigeschoßige Baukörper aus verputztem Mauerwerk mit Betonsockel hat ein Flachdach mit Dachterrasse. Die Südwestecke ist gerundet, die Nordwestecke turmartig erhöht. Der südseitig mittige Eingangsbereich ist erkerartig. Im ersten Obergeschoß gibt es bandartige Fenster sowohl an der gerundeten Südwestecke als auch über Eck laufende Fenster an der Südostecke. Dadurch wird eine Verklammerung der Südfassade mit der Ost- bzw. Westfassade erreicht. Südlich ist eine kleine Terrasse mit reifenartigem Geländer und Schutzdach angebaut. | BDA-Hist.: Q37990101 Status: Bescheid Stand der BDA-Liste: 2025-06-30 Name: Villa GstNr.: 282/2 Haus Gögl, Igls                                                                           |
| ja   | Datei hochladen | 5 Wegkapellen nach Heiligwasser HERIS-ID: 84301 Objekt-ID: 98389 TKK: 115967                                                                           | Heiligwasserweg KG: Igls GstNr.: 865, 870/1, 871/1 | Die Wegkapellen stammen vermutlich aus dem 18. Jahrhundert. Fünf der ehemals zehn Marienwallfahrtskapellen am Heiligwasserweg sind noch erhalten, sie sind bildstockartig und zeigen Gemälde von Josef Krautgasser aus dem Jahre 1955. | BDA-Hist.: Q38182487 Status: § 2a Stand der BDA-Liste: 2025-06-30 Name: 5 Wegkapellen nach Heiligwasser 5 Wegkapellen nach Heiligwasser                                                   |
| ja   | Datei hochladen | Lourdesgrotte bei Heiligwasser HERIS-ID: 100909 Objekt-ID: 117190 TKK: 115965                                                                          | Heiligwasserweg Standort KG: Igls                  | Die Lourdesgrotte südlich der Wallfahrtskirche Heiligwasser wurde um 1900 in einer Natursteinmauernische eingerichtet. | BDA-Hist.: Q37786042 Status: § 2a Stand der BDA-Liste: 2025-06-30 Name: Lourdesgrotte bei Heiligwasser GstNr.: .56                                                                        |
| BW   | Datei hochladen | Wieserbildstock HERIS-ID: 100910 Objekt-ID: 117191 TKK: 115966                                                                                         | Heiligwasserweg Standort KG: Igls                  | Eine der bildstockartigen Kapellen am Weg nach Heiligwasser aus dem 19. Jahrhundert wurde mit einem Mariahilfbild von bescheidener Qualität versehen. Anmerkung: Objektvermutung | BDA-Hist.: Q37786063 Status: § 2a Stand der BDA-Liste: 2025-06-30 Name: Wieserbildstock GstNr.: 956/1                                                                                     |
| ja   | Datei hochladen | Wallfahrtsgasthaus Heiligwasser HERIS-ID: 100907 Objekt-ID: 117188 TKK: 115969                                                                         | Heiligwasserweg 47 Standort KG: Igls               | Das Gebäude neben der Wallfahrtskirche Heiligwasser wurde unter Abt Martin Stickler (1719–1747) als Mesnerhaus erbaut, das auch als einfache Gaststätte diente. In den 1920er Jahren wurde es auf die heutige Größe erweitert. An der Fassade erinnert eine 1888 angebrachte Gedenktafel an die Übernachtung der späteren Kaiser Franz Joseph I. und Maximilian von Mexiko anlässlich einer Patscherkofelbesteigung im Jahr 1848. 2011–2013 wurde das Gasthaus gründlich renoviert. Die Stuben sind mit Riemenböden und Wandvertäfelungen ausgestattet. | BDA-Hist.: Q37785998 Status: § 2a Stand der BDA-Liste: 2025-06-30 Name: Wallfahrtsgasthaus Heiligwasser GstNr.: .55/1                                                                     |
| ja   | Datei hochladen | Wallfahrtskirche Maria Schnee (hl. Ottilie) in Heiligwasser HERIS-ID: 84302 Objekt-ID: 98390 TKK: 37869                                                | bei Heiligwasserweg 47 Standort KG: Igls           | Anstelle einer hölzernen Kapelle wurde 1662–1665 die heutige Wallfahrtskirche erbaut, die 1723 um eine Seitenkapelle und 1740/1741 um ein Vorhallenjoch mit Empore erweitert wurde. Das dreijochige Langhaus ist innen mit Wandpfeilern und einer reich stuckierten Stichkappentonne versehen. Die Deckenfresken wurden 1945 von Hans Andre geschaffen. Am barocken Hochaltar befindet sich das Gnadenbild, die Kopie einer 1971 gestohlenen spätgotischen Madonna mit Kind aus der ersten Hälfte des 15. Jahrhunderts. | BDA-Hist.: Q23689705 Status: § 2a Stand der BDA-Liste: 2025-06-30 Name: Wallfahrtskirche Maria Schnee (hl. Ottilie) in Heiligwasser GstNr.: .56 Wallfahrtskirche Heiligwasser             |
| ja   | Datei hochladen | Kath. Pfarrkirche, hl. Ägidius einschließlich Friedhof mit Lourdes- und Totenkapelle HERIS-ID: 110503 Objekt-ID: 128208 TKK: 115997, 115995, 128285, … | neben Hilberstraße 11 Standort KG: Igls            | Die Kirche wurde 1286 erstmals urkundlich erwähnt. Der heutige spätgotische Bau wurde 1479 geweiht und 1705 barockisiert. Nach einem Brand wurden 1883 Turm und Innenraum umgestaltet. Der einschiffige, dreijochige Bau weist einen eingezogenen Chor mit 5/8-Schluss auf. Die barocken Deckenfresken wurden 1777 von Josef Schmutzer dem Jüngeren geschaffen. In der nördlich angebauten Totenkapelle hat sich ein Fresko mit Kreuzigungsdarstellung von 1486 erhalten. | BDA-Hist.: Q37819138 Status: § 2a Stand der BDA-Liste: 2025-06-30 Name: Kath. Pfarrkirche, hl. Ägidius einschließlich Friedhof mit Lourdes- und Totenkapelle GstNr.: .27 Pfarrkirche Igls |
| ja   | Datei hochladen | Wieserhof (altes Gemeindehaus) HERIS-ID: 25528 Objekt-ID: 21959 TKK: 9527                                                                              | Hilberstraße 15 Standort KG: Igls                  | Der im Kern aus dem 16./17. Jahrhundert stammende, ehemalige Bauernhof wurde mehrmals umgebaut und dabei stark verändert. | BDA-Hist.: Q37894662 Status: Bescheid Stand der BDA-Liste: 2025-06-30 Name: Wieserhof (altes Gemeindehaus) GstNr.: .26/2 Wieserhof, Igls                                                  |
| ja   | Datei hochladen | Christophorusbildstock HERIS-ID: 84769 Objekt-ID: 98915 TKK: 116021                                                                                    | Igler Straße Standort KG: Igls                     | Die Rundsäule aus Höttinger Breccie zeigt ein modernes Mosaik des hl. Christophorus. | BDA-Hist.: Q38183949 Status: § 2a Stand der BDA-Liste: 2025-06-30 Name: Christophorusbildstock GstNr.: 960                                                                                |
| ja   | Datei hochladen | Wohnhaus, ehem. Schulhaus HERIS-ID: 97996 Objekt-ID: 113868 TKK: 116025                                                                                | Igler Straße 58 Standort KG: Igls                  | Das Gebäude wurde 1893 nach Plänen von Max Haas als Igler Rathaus erbaut und später als Volksschule und als Postamt genutzt. Das landhausartiges Amtsgebäude hat Holzbalkone und geometrisierenden Putzdekor. | BDA-Hist.: Q37771002 Status: § 2a Stand der BDA-Liste: 2025-06-30 Name: Wohnhaus, ehem. Schulhaus GstNr.: 706/3 Altes Rathaus, Igls                                                       |
| ja   | Datei hochladen | Batzenhäusl HERIS-ID: 240302 TKK: 144926seit 2024 | Lanser Straße 12 Standort KG: Igls                 | Der ehemalige Gasthof Batzenhäusl (vormals Villa Steiger, Villa Tannheim) wurde als „Chalet in Schweizer Art“ erbaut und bei der Tiroler Landesausstellung 1893 prämiert. Anschließend wurde das Gebäude an die heutige Stelle transloziert. Ab 1924 wurde das Wohnhaus zu einem Gasthaus umgestaltet und ab 1931 ausgebaut. Es war ein Treffpunkt heimischer Künstler rund um den Maler Herbert Gurschner. 1988 erfolgte der Umbau zu einem Hotel, wobei der historische Kern im südöstlichen Bereich in den Erweiterungsbau integriert wurde. Auf dem kleinen, annähernd quadratischen und massiv gemauerten Kernbau im Untergeschoß und im Hochparterre wurden Ober- und Dachgeschoß im Schweizerstil aus Holzblockwänden errichtet und mit einem Satteldach mit Glockentürmchen abgeschlossen. Die Holzfassade zur Straße ist aufwendig ornamentiert. Der schmiedeeiserne Wirtshausausleger aus Drachenkopf, geschwungenen Ornamenten und Blattwerk (aus den 1920er Jahren) wurde vermutlich in den 1950er Jahren um das Werbeschild „Batzenhäusl/Restaurant“ erweitert. Im Inneren wurden drei Stuben von Andreas und Anton Colli mit Wandtäfelung, Schnitzereien und Malereien gestaltet und sind noch erhalten. | BDA-Hist.: Q126122403 Status: Bescheid Stand der BDA-Liste: 2025-06-30 Name: Batzenhäusl GstNr.: 110/3 Batzenhäusl, Igls                                                                  |
| ja   | Datei hochladen | Schwellerkapelle HERIS-ID: 97995 Objekt-ID: 113867 TKK: 115968                                                                                         | westlich Römerstraße 81 Standort KG: Igls          | Die Schwellerkapelle ist ein gemauerter Nischenbildstock mit einem Satteldach. Sie stammt vermutlich aus dem 19. Jahrhundert. In der vergitterten Rundbogennische befindet sich eine Kreuzigungsgruppe mit spätbarockem Kruzifix. | BDA-Hist.: Q37770998 Status: § 2a Stand der BDA-Liste: 2025-06-30 Name: Schwellerkapelle GstNr.: 871/1                                                                                    |
| ja   | Datei hochladen | Kruzifix an der Außenmauer des Schlosshotels HERIS-ID: 97992 Objekt-ID: 113864 TKK: 116270                                                             | Viller Steig 2 Standort KG: Igls                   | Das Wegkreuz unter einem Satteldach mit einem Corpus vom Dreinageltypus stammt aus dem 19. Jahrhundert. | BDA-Hist.: Q37770994 Status: § 2a Stand der BDA-Liste: 2025-06-30 Name: Kruzifix an der Außenmauer des Schlosshotels GstNr.: 959                                                          |
| ja   | Datei hochladen | Widum HERIS-ID: 55461 Objekt-ID: 64129 TKK: 116275 | Widumweg 4 Standort KG: Igls                       | Der zweigeschoßige gemauerte Bau mit Walmdach wurde 1813 errichtet. | BDA-Hist.: Q38065750 Status: § 2a Stand der BDA-Liste: 2025-06-30 Name: Widum GstNr.: 253 Widum Igls                                                                                      |